# Раздольное (Советский район)
Раздо́льное (укр. Роздольне, крымскотат. Razdolnoye, Раздольное) — село в Советском районе Республики Крым, входит в состав Чернозёмненского сельского поселения (согласно административно-территориальному делению Украины — Чернозёмненского сельского совета Автономной Республики Крым).

## Население
| 2001 | 2014  |
| ---- | ----- |
| 1112 | ↘1008 |

### Динамика численности
- 1939 год — 195 чел.[10]
- 1989 год — 1447 чел.[10]
- 2001 год — 1112 чел.[11]
- 2009 год — 1216 чел.[12]
- 2014 год — 1008 чел.[13]

## Современное состояние
На 2017 год в Раздольном числится 7 улиц; на 2009 год, по данным сельсовета, село занимало площадь 115,2 гектара на которой, в 379 дворах, проживало 1216 человек. В селе действуют средняя школа, детский сад «Колокольчик», сельский дом культуры, отделение почты России, библиотека-филиал № 15, амбулатория общей практики семейной медицины, Свято-Владимирский храм. Раздольное связано автобусным сообщением с райцентром и соседними населёнными пунктами.

## География
Раздольное расположено на северо-западе района, в степном Крыму, примерно в 10 километрах (по шоссе) северо-западнее райцентра, там же ближайшая железнодорожная станция — Краснофлотская (на линии Джанкой — Феодосия), высота центра села над уровнем моря — 23 м. Транспортное сообщение осуществляется по региональной автодороге 35Н-373 Желябовка — Советский (по украинской классификации — С-0-10917).

## История
Впервые в исторических документах Раздольное встречается в данных всесоюзной переписи населения 1939 года, согласно которой в селе проживало 195 человек. Как Раздолье селение встречается на двухкилометровой карте РККА 1942 года.

В годы Великой Отечественной войны на фронтах и в партизанских отрядах сражался и погиб 21 житель Раздольного. В их честь в 1989 году между зданиями школы и дома культуры был установлен памятный знак. В 2005 году была установлена памятная доска с фамилиями погибших.
После освобождения Крыма от фашистов, 12 августа 1944 года было принято постановление № ГОКО-6372с «О переселении колхозников в районы Крыма» и в сентябре 1944 года в район приехали первые новоселы (180 семей) из Тамбовской области, а в начале 1950-х годов последовала вторая волна переселенцев из различных областей Украины. С 25 июня 1946 года Раздольное в составе Крымской области РСФСР, а 26 апреля 1954 года Крымская область была передана из состава РСФСР в состав УССР. Время включения в Заветненский сельсовет пока не установлено: на 15 июня 1960 года село уже числилось в его составе (как и на 1968 год). Указом Президиума Верховного Совета УССР «Об укрупнении сельских районов Крымской области», от 30 декабря 1962 года Советский район был упразднён и село присоединили к Нижнегорскому. 8 декабря 1966 года Советский район был восстановлен и село вновь включили в его состав. На 1 января 1977 года Раздольное уже в составе Чернозёмненского сельсовета. По данным переписи 1989 года в селе проживало 1447 человек. С 12 февраля 1991 года село в восстановленной Крымской АССР, 26 февраля 1992 года переименованной в Автономную Республику Крым. С 21 марта 2014 года в составе Крыма аннексировано Россией.